# نور محمد نور الدين
سيدنا نور محمد نور الدين كان الداعي المطلق السابع والثلاثون (نائب) طائفة البهرة الداوودية، وهي طائفة من الشيعة الإسماعيلية (وليس الشيعة الاثني عشرية المنتشرين في العالم العربي وإيران).

## الحياة المبكرة
وُلد نور محمد نور الدين في جام راج في عهد جده الأكبر الداعي سيدنا الرابع والثلاثين إسماعيل بدر الدين الأول بن ملا راج. قام سيدنا زكي الدين برعاية سيدنا نور الدين وقام بتربيته. خدم سيدنا نور الدين جده عبد الطيب زكي الدين الثاني بإخلاص، خاصة في مرضه الأخير. قبل وفاة سيدنا زكي الدين عام 1110 هـ/1699 م، منح سيدنا نور الدين خاتمه "في إشارة إلى انضمامه المستقبلي إلى رتبة الداعي المطلق". خدم نور الدين والده موسى كليم الدين بإخلاص، وساعده في إدارة الدعوة. وكله كليم الدين بإدارة جميع شؤون الدعوة، وعيّنه في رتبة مزون، وجعله منسوسًا له. ولما توفي كليم الدين سنة 1122هـ/1710م، أصبح نور الدين الداعي المطلق.

## في مدينة جام راج
كان حاكم جام نجر، كان جام صاحب لاكها، ضده، راغبًا في جمع الأموال بالقوة، وأجبره على مغادرة منزله ومدينته سرًا في منتصف الليل، مع ثلاثة رفاق فقط (من بينهم الداعي سيدنا إبراهيم وجيه الدين التاسع والثلاثون). كان موسم الرياح الموسمية، وسار سيدنا نور الدين طوال الليل تحت المطر. مرّ عبر بودري ودارودا ووانكانر وأخيرًا إلى مورفي، حيث رحب به ملك مورفي راجا كاياجي. في هذه الأثناء، عندما اكتشف "جام" أن سيدنا نور الدين كان في مورفي، كتب إلى الراجا لإعادته، لكن الراجا رفض. غاضبًا، نهب "جام" منزل سيدنا نور الدين وممتلكاته في جام راج.
بعد ستة أشهر من نهب ممتلكات السيّدنا نور الدين، أُصيب «الجام» بالمرض، ومع جسده الموبوء بالديدان الطفيلية، لقي حتفًا مروّعًا ومؤلمًا. وخلفه في الحكم ابنه، الجام الجديد راج سنغ، الذي كان من أتباع السيّدنا نور الدين. فحين كان راج سنغ شابًا، أنقذه السيّدنا نور الدين من السم الذي دسّته له زوجة أبيه. ودعا راج سنغ السيّدنا نور الدين للعودة إلى جمنجار. وفي شهر ذي الحجة سنة 1124هـ، استقبله الجام راج سنغ بنفسه استقبالًا حافلًا، في حضور جيشه كاملًا وجميع الطوائف. وأعاد إليه كل الممتلكات التي كان أبوه قد نهبها، إضافةً إلى صك الدين البالغ 330,000 قطعة ذهبية «جامية» كان أبوه قد ابتزّها.

## في مدينة ماندفي
بعد ذلك بفترة، قُتل جام راج سينغ على يد أخيه غير الشقيق، الذي تولى العرش. لم يعد سيدنا نور الدين يشعر بالأمان في جان نجر، فهاجر إلى ماندفي، وهي ميناء على ساحل كاشتش، حيث استقر هناك وعاش بقية حياته. كانت فترة دعوته (1122-1130هـ/1710-1719م) (توفي في 4 رجب 1130م). ترك وراءه ثلاثة أطفال صغار دون سن الثامنة.

## الضريح

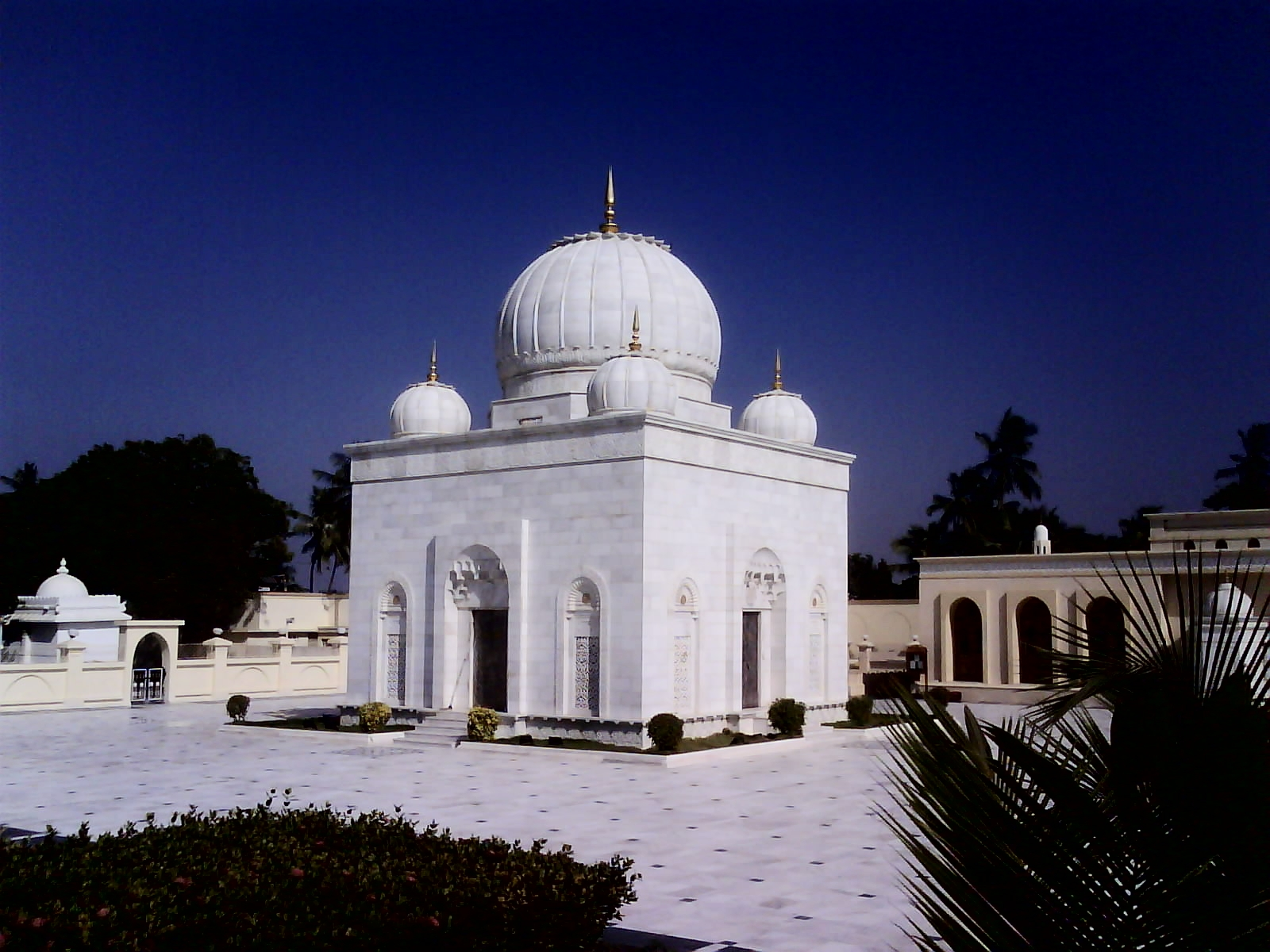
مزار نوراني حيث دُفن نور محمد

دُفن سيدنا نور محمد في القبة النورانية (مزار نوراني) في ماندفي، بالهند. وقد أُعيد بناؤه بالرخام وافتُتح في تشرين الأول 1999 على يد سيدنا محمد برهان الدين. يضم الضريح قبور عبد الكريم بهاي، وسيدنا نور محمد نور الدين، وفاطمة عاي صاحبة، وفول باي صاحبة، وحليمة عاي صاحبة، ودوسي باي، ونور بهاي، وسيدي راج بهاي، والشيخ عبد موسى ميثابهاي، والشيخ إسماعيلجي، وسيدي الشيخ آدم صفي الدين، والشيخ شمس الدين ورحمة باي.

## الخلافة
وخلفه الداعي الثامن والثلاثون إسماعيل بدر الدين الثاني. الدعاة اللاحقون من هذه السلالة هم سيدنا عبد الطيب زكي الدين الثالث (41)، سيدنا يوسف نجم الدين (42)، سيدنا عبد علي سيف الدين (43)، وسيدنا محمد بدر الدين (46). تنحدر هذه الأسرة من مولاي بهارمال. سلالة الدعاة الحالية تنحدر من مولاي تارمال، شقيق مولاي بهارمال. بدأت الأسرة الحالية من الداعي محمد عز الدين الرابع والأربعين، ثم أخيه سيدنا الطيب زين الدين وذريته. الداعي الحالي سيدنا مفضل سيف الدين هو الجيل السادس من السليل المباشر لسيدنا طيب زين الدين.

## قراءة إضافية
- دفتري، فرهاد، الإسماعيليون وتاريخهم وعقيدتهم (فصل -الإسماعيلية المستعلية-ص). 300-310)
- ليثان، يونغ، الدين، التعلم والعلم
- باخاراش، جوزيف دبليو ميري، الحضارة الإسلامية في العصور الوسطى

| ألقاب شيعيَّة                                                               | ألقاب شيعيَّة                                                  | ألقاب شيعيَّة                   |
| ------------------------------------------------------------------------- | ------------------------------------------------------------ | ----------------------------- |
| نور محمد نور الدين الداعي المطلقولد: جام نجر توفي: 1719 م ماندفي في الهند |                                                              |                               |
| سبقه موسى كليم الدين                                                      | الداعي المطلق السابع والثلاثون (37) 1122–1130 هـ/1711–1719 م | تبعه إسماعيل بدر الدين الثاني |